# Sven Höglund
Sven Gustaf Alvar Höglund, född 23 oktober 1910 i Vendels församling, död 21 augusti 1995 i Upplands Väsby, var en svensk cyklist.
Höglund började tävla i IK Rex men gick som 21-åring till Hammarby IF, där han vann SM-guld på 50 km 1935 och 1936 samt 150 km 1936.
Han blev olympisk bronsmedaljör i Los Angeles 1932.